# Broadway Complex
Navy Broadway Complex je pobřežní vojenské zařízení v San Diegu v Kalifornii. Je sídlem velení Jihozápadního regionu Amerického námořnictva a úzce spojeno s operacemi Americké pobřežní stráže.
Na začátku 20. století ve zdejším přístavu pravidelně přistávaly lodě pacifické flotily a poblíž byla vybudována příslušná potřebná zařízení. Po oficiálním založení San Diega v roce 1922 bylo postaveno první krátké molo, přesto se zdejší komplex dlouho prakticky neměnil. V současnosti je provoz objektu spolufinancováni i pronájmem některých prostorů v této budově v lukrativní oblasti města.
V červnu 2005 byla budoucnost komplexu ohrožena rozhodnutím ministra obrany Donalda Rumsfelda, který ho zařadil na seznam vojenských základen ohrožených uzavřením. Další kroky budou ještě posouzeny.